# Santa Margherita (Lissone)
Santa Margherita is een plaats (frazione) in de Italiaanse gemeente Lissone.